# سیارک ۱۲۴۸۲
سیارک ۱۲۴۸۲ (به انگلیسی: 12482 Pajka، نامگذاری:1997FG1) دوازده هزار و چهارصد و هشتاد و دومین سیارک کشف شده‌است که در ۲۳ مارس ۱۹۹۷ کشف شد.
قدر مطلق سیارک برابر ۱۹.۵ است.